# Snjeguljica i sedam patuljaka (1937.)
Snjeguljica i sedam patuljaka (eng. Snow White and the Seven Dwarfs) američki je animirani film redatelja Davida Handa iz 1937. godine, u produkciji Walta Disneyja i distribuciji RKO Radio Picturesa.
Ekraniziran na temelju istoimene bajke braće Grimm koja govori o mladoj Snjeguljici koja je pobjegla od zle maćehe i našla utočište kod sedmorice patuljaka. Bio je to prvi dugometražni igrani film u povijesti kinematografije, prvi animirani film proizveden u Sjedinjenim Američkim Državama, prvi koji je u potpunosti snimljen u boji i prvi dugometražni igrani film u produkciji Walt Disney Productions (što ga čini prvim Disneyjevim klasikom, prema službenom kanonu), prilagođen inflaciji, 10. film po tržišnoj zaradi 20. stoljeća (prvi je Zameo ih vjetar).

## Radnja
Nekada davno u nekoj izmišljenoj zemlji živjela je mlada Snjeguljica u koju se zaljubio jedan princ. No ona je živjela u dvorcu svoje zle mačehe/kraljice kojoj je čarobno zrcalo jednog dana reklo da je Snjeguljica ljepša od nje. Kraljica je odmah postala ljubomorna i naredila svojem lovcu da ju odvede duboko u šumu i tamo ubije. No lovac nije imao srca ubiti nedužnu Snjeguljicu, nego ju je upozorio na zlu kraljicu i pustio da pobjegne duboko u šumu. Snjeguljica je trčala i trčala, sve dok nije naišla na jednu kuću u koju je ušla i zaspala od umora. 
No, ta kuća pripada sedmorici patuljaka koji cijeli dan rade u obližnjem rudniku. Kada se oni te večeri vrate natrag i primijete da im je netko bio u kući, pomisle da se radi o čudovištu ili o lopovu. Ipak, kada upoznaju Snjeguljicu, priraste im k srcu i odluče zaštiti je od zle kraljice. Kraljica se preruši u staricu kako ju Snjeguljica ne bi prepoznala te joj pokloni otrovnu jabuku od koje ova umire. Tada se vrate patuljci i počnu proganjati kraljicu koja se popne na brdo i padne u provaliju kada je htjela baciti kamen na njih. Patuljci su sagradili stakleni lijes za Snjeguljicu, nemajući srca pokopati ju. Onda se jednog dana pojavio princ i poljubio Snjeguljicu – nakon čega je ona oživjela.

## Glasovi
Hrvatsku inačicu režirala je Biserka Vučković, a glasove su posudili: Hana Hegedušić, Mirela Brekalo, Pero Kvrgić, Žarko Potočnjak, Dušan Gojić, Zorko Rajčić, Željko Mavrović. Glazbene dionice otpjevao je Đani Stipaničev.
| Uloge             | izvornik          | hrvatska inačica |
| ----------------- | ----------------- | ---------------- |
| Snjeguljica       | Adriana Caselotti | Hana Hegedušić   |
| Princ             | Harry Stockwell   | Đani Stipaničev  |
| Kraljica/Vještica | Lucille La Verne  | Mirela Brekalo   |
| Ogledalo          | Moroni Olsen      | Branko Smiljanić |
| Učo               | Roy Atwell        | Pero Kvrgić      |
| Ljutko            | Pinto Colvig      | Vanja Drach      |
| Glupko            | Eddie Collins     |                  |
| Stidljivko        | Scotty Mattraw    | Žarko Potočnjak  |
| Srećko            | Otis Harlan       | Franjo Jurčec    |
| Kihavko           | Billy Gilbert     | Željko Mavrović  |
| Pospanko          | Pinto Colvig      | Zorko Rajčić     |
| Lovac             | Stuart Buchanan   | Dušan Gojić      |

Tehnička obrada hrvatske verzije
| Redatelj                               | Biserka Vučković                            |
| Glazbeni redatelj                      | Nikša Bratoš                                |
| Prijevod i prepjev                     | Korana Meštrović                            |
| Sinkronizacija i tonska obrada pjesama | Livada produkcija                           |
| Kreativni supervizor                   | Magdalena Dziemidowicz                      |
| Proizvodnja                            | Disney Character Voices International, Inc. |

## Pjesme
| Izvorni naslov I'm Wishing One Song With a Smile and a Song Whistle While You Work Heigh Ho Bludde-Uddle-Um-Dum (The Dwarfs' Washing Song) The Dwarfs' Yodel Song (The Silly Song) Some Day My Prince Will Come | Hrvatski naslov i izvođač Ja želim - Hana Hegedušić Taj stih - Đani Stipaničev S pjesmom je vedro sve - Hana Hegedušić Sad svi zazviždimo - Hana Hegedušić Kop, kop i Haj ho - Vanja Drach i Franjo Jurčec; Zbor patuljaka* Brr, brr - Zbor patuljaka* Smiješna pjesma - Žarko Potočnjak i Franjo Jurčec Ispričaj nam priču i Ja znam da on će doć - Hana Hegedušić |

Bonus
| Izvorni naslov Happy Birthday to You! | Hrvatski naslov i izvođač Maldito alcohol i Happy birthday - Kenny Costoya i samo djeca* |

## Nagrade
- Osvojen Oscar (posebna nagrada za Walta Disneyja) i jedna nominacija (najbolja glazba).
- Osvojena Nagrada Udruge filmskih kritičara New Yorka (posebna nagrada za Walta Disneyja).

## Zanimljivosti
- 50-ak ideja za imena i osobnosti sedmorice patuljaka bilo je predloženo prije konačne odluke.
- Uz to što je osvojio posebnu nagradu za Oscara, Walt Disney je ironično dobio i 7 malih kipova (jedan za svakog patuljka).
- Princ je isprva trebao imati puno veću ulogu u filmu.
- Sergej Ejzenštejn izjavio je da je ovo „najbolji film ikada snimljen”.
- Prvi dugometražni animirani film iz SAD-a u povijesti kinematografije.
- Walt Disney je toliko bio opsjednut snimanjem filma da je čak stavio obiteljsku kuću pod hipoteku.[3]
- Bilo je potrebno preko 250 000 ručno nacrtanih kadrova za stvaranje filma.[4]

## Teme i analiza
Ken Priebe zaključio je kako bajkovita priča sadrži puno religioznih elemenata i Jungov arhetip skrivenog kolektivnog nesvjesnog. Snjeguljica je predstavljena kao potpuno nedužno biće, odrasla osoba sa srcem i nevinosti djeteta. Kada zrcalo nagovara zlu maćehu da ubije Snjeguljicu samo zato što je ona ljepša od nje, naslućuju se paralele s Vragom i njegovom ljubomorom prema Bogu. Završnica s otrovnom jabukom koja vodi u napast i ubija Snjeguljicu samo pojačava dojam o Adamu i Evi. No, ona može biti oživljena od ljubavi kao što je i Isus Krist obećao da će njegovi sljedbenici i dobri ljudi uskrsnuti nakon smrti. Patuljci pak uvode komični element i predstavljaju Kristove učenike koji se mijenjaju i spoznaju ljubav. Do nedavno su samo radili poput robota u svojem rudniku i mehanički vršili posao, no upoznavši Snjeguljicu otkrili su veći smisao u životu. Mrgud je pak skeptičan prema Snjeguljici i agira kao nevjerni Toma, no zapravo samo taji svoje prave osjećaje i ima duboku naklonost prema njoj. Snjeguljica je zadržala svoju nevinu ljubav i dušu prema drugima, dok su je drugi izgubili odrastanjem.[nedostaje izvor]

## Kritike
Brojni kritičari Snjeguljicu su proglasili bezvremenskim klasikom. Roger Ebert u svojoj je recenziji utvrdio: "Da je Disneyjeva 'Snjeguljica i sedam patuljaka' primarno bila samo o Snjeguljici, bila bi vrlo brzo zaboravljena nakon premijere 1937. i spremljena za danas samo zbog povijesnih razloga, budući da je prvi animirani film u boji. Snjeguljica je, istini za volju, pomalo dosadna, ne lik koji djeluje, nego lik čije postojanje djeluje kao nadahnuće drugim likovima da djeluju. Pogreška Disneyjevih imitatora je bila u tome što su pomiješali naslove svojih filmova sa svojim subjektima. "Snjeguljica i sedam patuljaka" nije toliko o Snjeguljici ili princu koliko je o sedam patuljaka i zloj kraljici...Disneyjeva druga inovacija je bila u tome da likovi fizički izraze svoje ličnosti. On to nije ostvario davajući im smiješna lica ili različitu odjeću (makar je i to bio dio toga) nego studirajući njihov stil govora tijela i onda ih preuveličavao...'Snjeguljica i sedam patuljaka' odmah je proglašena remek-djelom i još uvijek ostaje draguljem u Disneyjevoj kruni". 
Arsen Oremović, kritičar Večernjeg lista, također je pisao pohvale i dao filmu četiri od četiri 'kritičarska prsta': "Unatoč protoku vremena, ekranizacija poznate bajke o kraljevnoj koju je zla maćeha dala ubiti jer je zgodnija od nje nije zastarjela čak ni vizualno. Disney i njegova ekipa bili su iznimno maštoviti, vodilo se računa o pojedinostima, Snjeguljica i patuljci prikazani su neodoljivo simpatično, a gegovi su minucozno gradirani i animirani".
Joshua Tyler je zaključio: "Neki filmovi su izvan cinizma. Pravi klasik utječe na srca i umove publike, čak i generacijama nakon svojeg nastanka. Neki klasici poput 'Čarobnjaka iz Oza' drže takvu vrijednost da postaju ukorijenjeni u umovima svakog Amerikanca u svakom koraku života. Disneyjeva 'Snjeguljica i sedam patuljaka' jedan je takav film koji je zaslužio svoje mjesto u našim srcima... Disneyjeva adaptacija ove bajke, uspijeva nadići kulturne i društvene barijere s iskrenom i dirljivom pričom o slomljenim srcima i ljubavi".

## Vanjske poveznice
|  | Zajednički poslužitelj ima još gradiva o temi Snjeguljica i sedam patuljaka |

- Snjeguljica i sedam patuljaka u internetskoj bazi filmova IMDb-a
- Recenzije na Rottentomatoes.com
- Filmsite.org